# SN 2006kw
SN 2006kw – supernowa typu Ia odkryta 16 października 2006 roku w galaktyce A021457+0036. W momencie odkrycia miała maksymalną jasność 21,20m.